# Wendelin Rauch

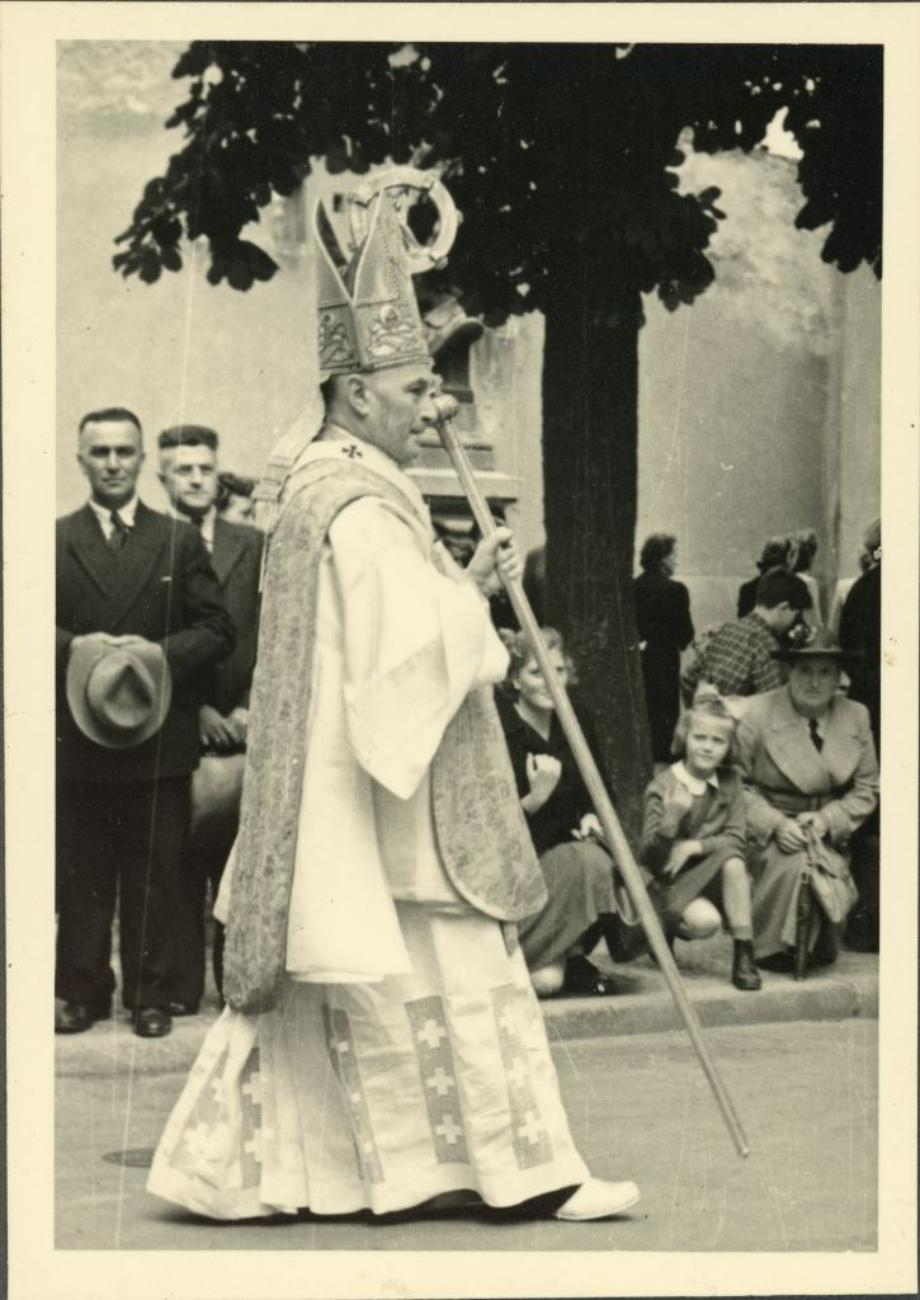
Wendelin Rauch um 1950 (Foto von Erich Lammel)

Wappen von Wendelin Rauch

Wendelin Rauch (* 30. August 1885 in Zell am Andelsbach; † 28. April 1954 in Freiburg im Breisgau) war von 1948 bis 1954 Erzbischof von Freiburg.

## Leben

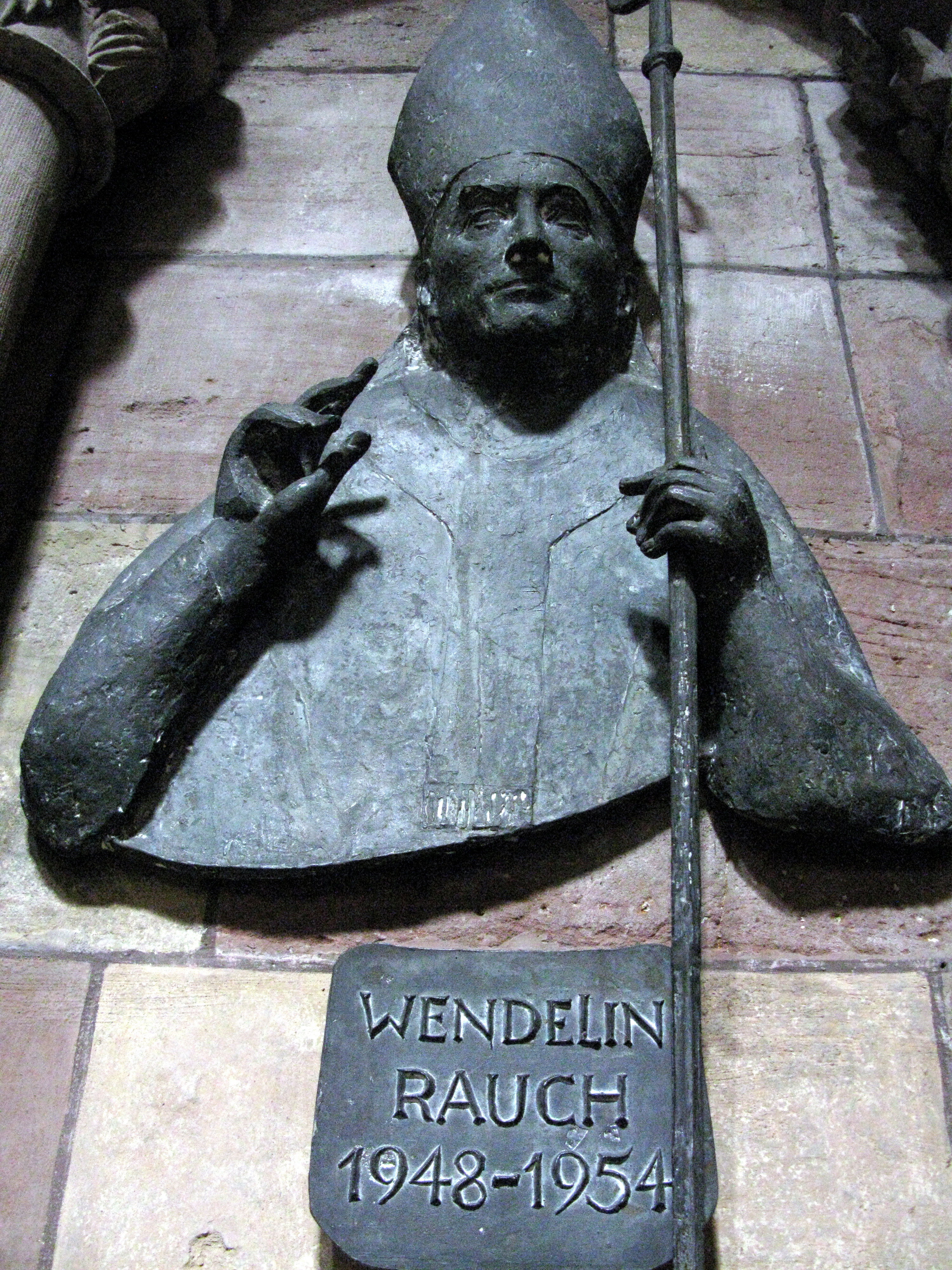
Erzbischof Wendelin Rauch (Büste von Joseph Henselmann im Freiburger Münster)

Die Familie Rauch ist eine alte Bauernfamilie, die seit Jahrhunderten in der Meßkircher Gegend ansässig war.
Wendelin Rauch wurde am 30. August 1885 unweit der Pfarrkirche St. Peter und Paul in Zell, auf dem Bauernhof der Eltern am Kirchberg, geboren. Sein Vater Joseph Rauch war neben der Tätigkeit als Landwirt auch Bürgermeister der Ortschaft Zell. Im Alter von fünf Jahren erkrankte Wendelin an einer lebensbedrohlichen Gehirnentzündung. Seine stark religiös geprägten Eltern gelobten auf Anregung des Ortspfarrers, ihn Theologie studieren zu lassen, wenn er wieder gesund werde. Nach dem frühen Tod seines Vaters verbrachte Rauch seine Jugend in Illmensee bei seinem Onkel, dem dortigen Bürgermeister Thomas Braun und dessen Frau.
Der hochbegabte Schüler erhielt seine höhere Schulbildung im Erzbischöflichen Knabenkonvikt und im Gymnasium zu Rastatt, das er mit ausgezeichnetem Abitur im Jahr 1904 abschloss. Wendelin Rauch studierte im Anschluss Katholische Theologie und Philosophie an der Universität Freiburg. Dort wurde er Mitglied der K.D.St.V. Wildenstein Freiburg im Breisgau im Cartellverband (CV) und Mitglied im Unitas (UV). Bereits nach drei Jahren, gerade einmal 22 Jahre alt, konnte er sein Studium abschließen.
Im Herbst 1907 führte Wendelin Rauch seine theologischen Studien, insbesondere Ethik und Moraltheologie, am Collegium Germanicum und an der Päpstlichen Universität Gregoriana in Rom fort. Dort promovierte zum Doktor der Philosophie und empfing am 28. Oktober 1910 die Priesterweihe.
1911 kehrte Rauch nach Freiburg zurück und war ab Ostern 1911 Repetitor am Erzbischöflichen Theologenkonvikt in Freiburg, dem Collegium Borromaeum. Zeitgleich setzte er sein Studium der Theologie an der Freiburger Universität fort, um 1916 mit einer Arbeit über den im Jahre 1811 verstorbenen Freiburger Dogmatiker Engelbert Klüpfel mit summa cum laude zum Dr. theol. zu promovieren. Parallel war er bereits als freiwilliger Feldseelsorger an verschiedenen Fronten des Ersten Weltkriegs tätig und wurde 1918 Divisionspfarrer bei der 218. Infanterie-Division.
Nach dem Ende des Ersten Weltkriegs war er am Collegium Borromaeum tätig und habilitierte sich 1922 mit einer Arbeit über Sein und Sollen in den Bereichen Ethik und Moraltheologie. Von 1925 bis 1938 war er Professor für Moraltheologie am Priesterseminar Mainz.
Im Dritten Reich bezog er gegen das nationalsozialistische Regime Stellung und nahm dafür auch Nachteile in Kauf. Beispielsweise stellte er sich in einem Freiburger Vortrag über die Probleme der Eugenik im Lichte der christlichen Ethik im Jahre 1933 gegen die vom Nationalsozialismus propagierte Erbgesundheitspolitik, die im Gesetz zur Verhütung erbkranken Nachwuchses vom 14. Juli 1933 vorgezeichnet war und ab 1934 zu Zwangssterilisationen und später den nationalsozialistischen Krankenmorden führte. Er wurde im Frühjahr 1939 von dem gerade ins Amt gekommenen Papst Pius XII. zum Bischof von Fulda bestimmt, konnte aber wegen des Einspruchs der Nationalsozialisten nicht ernannt werden. Durch ein neu erschlossenes Dokument aus dem Archiv des Kölner Domkapitels wurde 2024 bekannt, dass Rauch im Frühjahr 1942 zusammen mit Franz Rudolf Bornewasser und Josef Frings auch auf der von der Kurie in Rom erstellten Dreierliste stand, aus der das Kölner Kapitel den Nachfolger des 1941 verstorbenen Kardinals Karl Joseph Schulte als Erzbischof von Köln wählte.
1948 trat er die Nachfolge des Erzbischofs Conrad Gröber als Erzbischof von Freiburg im Breisgau an. Die Bischofsweihe spendete ihm am 28. Oktober 1948 Josef Kardinal Frings; Mitkonsekratoren waren Albert Stohr, Bischof von Mainz, und Wilhelm Burger, Weihbischof in Freiburg im Breisgau. Rauch übte sein Amt bis zu seinem Tode aus. Sein bischöflicher Wahlspruch lautete: Vi Veri (lateinisch „in der Kraft des Wahren“).
Am 28. April 1954 starb er nach schwerer Krankheit und wurde am 4. Mai 1954 vor dem Sakramentsaltar des Freiburger Münsters beigesetzt.

## Ehrung
Am 7. September 1951 wurde Rauch für seinen Einsatz für Menschen, die sich selbst nicht wehren konnten, sowie seine Heimatverbundenheit durch die Gemeinde Illmensee das Ehrenbürgerrecht verliehen. Am 13. März 1953 wurde ihm für Verdienste um die Wallfahrt zum Heiligen Blut, aus Dankbarkeit für Förderung des Gemeinwesens und als Ausdruck seiner Verehrung im Badischen Frankenland das Ehrenbürgerrecht der Stadt Walldürn verliehen. Des Weiteren wurde ihm in Zell am Andelsbach die Ehrenbürgerrecht zu teil. Am 11. Dezember 2011 wurde ihm zu Ehren ein durch den Kunstschmied Peter Klink gestaltetes Denkmal mit der Wendelin-Rauch-Plakette am Illmenseer Rathaus, dem ehemaligen Schulhaus, mit einer Feierlichkeit, Orgelkonzert unter Mitwirkung des Kirchenchors und Ausstellung im Pfarrheim mit Dingen aus dem Privatbesitz Rauchs sowie Bildern der Stationen seines Lebens enthüllt und eingeweiht.

## Werke (Auswahl)
- Probleme der Eugenik im Lichte der christlichen Ethik. [Vortrag am 6. Juli 1933] (= Das christliche Deutschland 1933–1945. Katholische Reihe, Heft 9), Freiburg i.Br.: Herder 1948.